# Waterloo Hawks
Waterloo Hawks – amerykański klub koszykarski z siedzibą w Waterloo (Iowa) działający w latach 1947–1951.

## Historia
W ciągu czterech lat istnienia zespół wystąpił w czterech różnych ligach PBLA, NBL, NBA oraz NPBL.
Rekordzistą klubu w liczbie punktów zdobytych w pojedynczym spotkaniu ligi NPBL (National Professional Basketball League) jest Ralph O’Brien. 5 lutego 1951 zanotował ich 30.

## Wyniki sezon po sezonie
| Sezon                 | Wyg.                  | Przeg.                | Odsetek               | Wyniki play-off       |                       |
| Waterloo Hawks (PBLA) | Waterloo Hawks (PBLA) | Waterloo Hawks (PBLA) | Waterloo Hawks (PBLA) | Waterloo Hawks (PBLA) | Waterloo Hawks (PBLA) |
| --------------------- | --------------------- | --------------------- | --------------------- | --------------------- | --------------------- |
| 1947–48               | 1                     | 5                     | 16,7                  | bd                    |                       |
| Waterloo Hawks (NBL)  |                       |                       |                       |                       |                       |
| 1948–49               | 30                    | 32                    | 48,4                  | bd                    |                       |
| Waterloo Hawks (NBA)  |                       |                       |                       |                       |                       |
| 1949–50               | 19                    | 43                    | 30,6                  | bd                    |                       |
| Waterloo Hawks (NPBL) |                       |                       |                       |                       |                       |
| 1950–51               | 32                    | 24                    | 57,1                  | bd                    |                       |

## Historyczne składy
1947/48

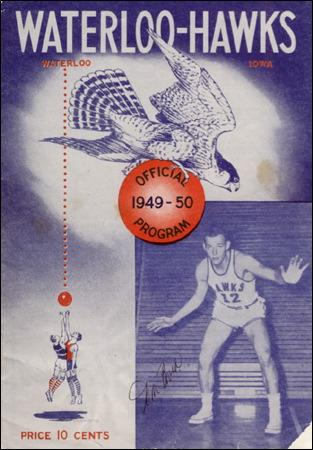
Program z autografem Waterloo Hawks z sezonu 1949-50.

- Clarence Anderson, Price Brookfield, Carl Bruch, Noble Jorgensen, Otto Kerber, Emil Lussow, Richard Lynch, Harry Roos, Jack Spehn, Nick Vodick, Ollie White

1949/49
- Harry Boykoff, Bill Brown, Leslie Deaton, Ray Ellefson, Gordon Flick, Elmer Gainer, Dale Hamilton, Leo Kubiak, Robert Lowther, Dick Mehen, Ben Schadler, Rollie Seltz, Charley Shipp, Jack Spencer, David Wareham

1949/50
- Don Boven, Harry Boykoff, Paul Cloyd, Elmer Gainer, Hoot Gibson, Dale Hamilton, Leo Kubiak, Dick Mehen, Ken Menke, Al Miksis, Gene Ollrich, Johnny Orr, Stan Patrick, Johnny Payak, Jack Phelan, John Pritchard, Wayne See, Charley Shipp, Jack Smiley, Gene Stump, Bob Tough

1950/51
- Don Boven, Buddy Cate, Ed Dahler, Harold Haskins, Leo Kubiak, Elmore Morgenthaler, Joseph Nelson (koszykarz)Joseph Nelson, Ralph O’Brien, Mac Otten, Claude Overton, Johnny Payak, Wayne See, Chuck Share, Jack Smiley, Robert Vollers, Stanley Weber, Murray Wier

## Ligowi liderzy
Liderzy strzelców NPBL
(według sumy punktów)
- 1951 – Don Boven – 781

## Nagrody indywidualne
| I skład NBL - Dick Mehen (1949) | I skład NPBL - Don Boven (1951) - Ralph O’Brien (1951) | II skład NPBL - Ed Dahler (1951) |

NBL All-Time Team
(zespół wszech czasów NBL)
- Charley Shipp